# اسپرینگفیلد شمالی (ویرجینیا)
اسپرینگفیلد شمالی، ویرجینیا (به انگلیسی: North Springfield) یک منطقه سرشماری‌شده در ویرجینیا است که در شهرستان فرفکس، ویرجینیا واقع شده‌است.

## خصوصیات
اسپرینگفیلد شمالی ۶٫۷ کیلومترمربع مساحت و ۷٬۲۷۴ نفر جمعیت دارد و ۹۲ متر بالاتر از سطح دریا واقع شده‌است.